# P&O Cruises
P&O Cruises ist eine Marke des britisch-amerikanischen Kreuzfahrtunternehmens Carnival Corporation & plc für Kreuzfahrten im englischsprachigen europäischen Markt. Markenzeichen ist der Schriftzug P&O, in Anlehnung an die Herkunft aus der ehemaligen Peninsular and Oriental Steam Navigation Company (P&O). Unter der Marke werden sieben Kreuzfahrtschiffe betrieben.

## Geschichte
Zwar beförderten Schiffe neben Fracht und Mannschaft schon sehr früh auch zahlende Passagiere. Die im Jahr 1837 gegründete Peninsular & Oriental Steam Navigation Company gilt aber als das erste Unternehmen, das freizeitorientierte Fahrten in sein Angebot aufnahm. Segelschiffe unternahmen bereits ab 1844 Ausflugsfahrten von Southampton nach Gibraltar, Athen und Malta. Eine reine Kreuzfahrtgesellschaft unter dem Namen P&O Cruises entstand aber erst 1977 im Rahmen einer Reorganisation des Unternehmens.
Im Jahr 2000 gliederte die Peninsular and Oriental Steam Navigation Company ihre unter verschiedenen Marken betriebenen Kreuzfahrtaktivitäten als P&O Princess Cruises plc. in ein eigenständiges Unternehmen aus. Dieses nannte sich 2003 zur Carnival plc. um und bildet seither den britischen Teil der Dual-listed Company Carnival Corporation & plc. Die traditionsreiche Marke P&O Cruises wird bei Carnival plc. mit einer eigenen Flotte aufrechterhalten. In der Werbung für Kreuzfahrtangebote der Marke wird P&O Cruises häufig als älteste Kreuzfahrtlinie der Welt bezeichnet.

## Gegenwärtige Schiffe
| Name      | Baujahr | In Dienst für P&O | Größe (BRZ) | Flagge                 | Bemerkungen  | Bemerkungen |
| --------- | ------- | ----------------- | ----------- | ---------------------- | ------------ | ----------- |
| Aurora    | 2000    | 2000              | 76.152      | Bermuda                |              |             |
| Arcadia   | 2005    | 2005              | 84.342      | Bermuda                | Vista-Klasse |             |
| Ventura   | 2008    | 2008              | 116.017     | Bermuda                | Grand-Klasse |             |
| Azura     | 2010    | 2010              | 115.055     | Bermuda                | Grand-Klasse |             |
| Britannia | 2015    | 2015              | 143.730     | Vereinigtes Königreich | Royal-Klasse |             |
| Iona      | 2020    | 2020              | 184.089     | Vereinigtes Königreich | XL-Klasse    |             |
| Arvia     | 2022    | 2022              | 185.581     | Vereinigtes Königreich | XL-Klasse    |             |

| Flüggiggasantrieb |